# Fontaine-Perron

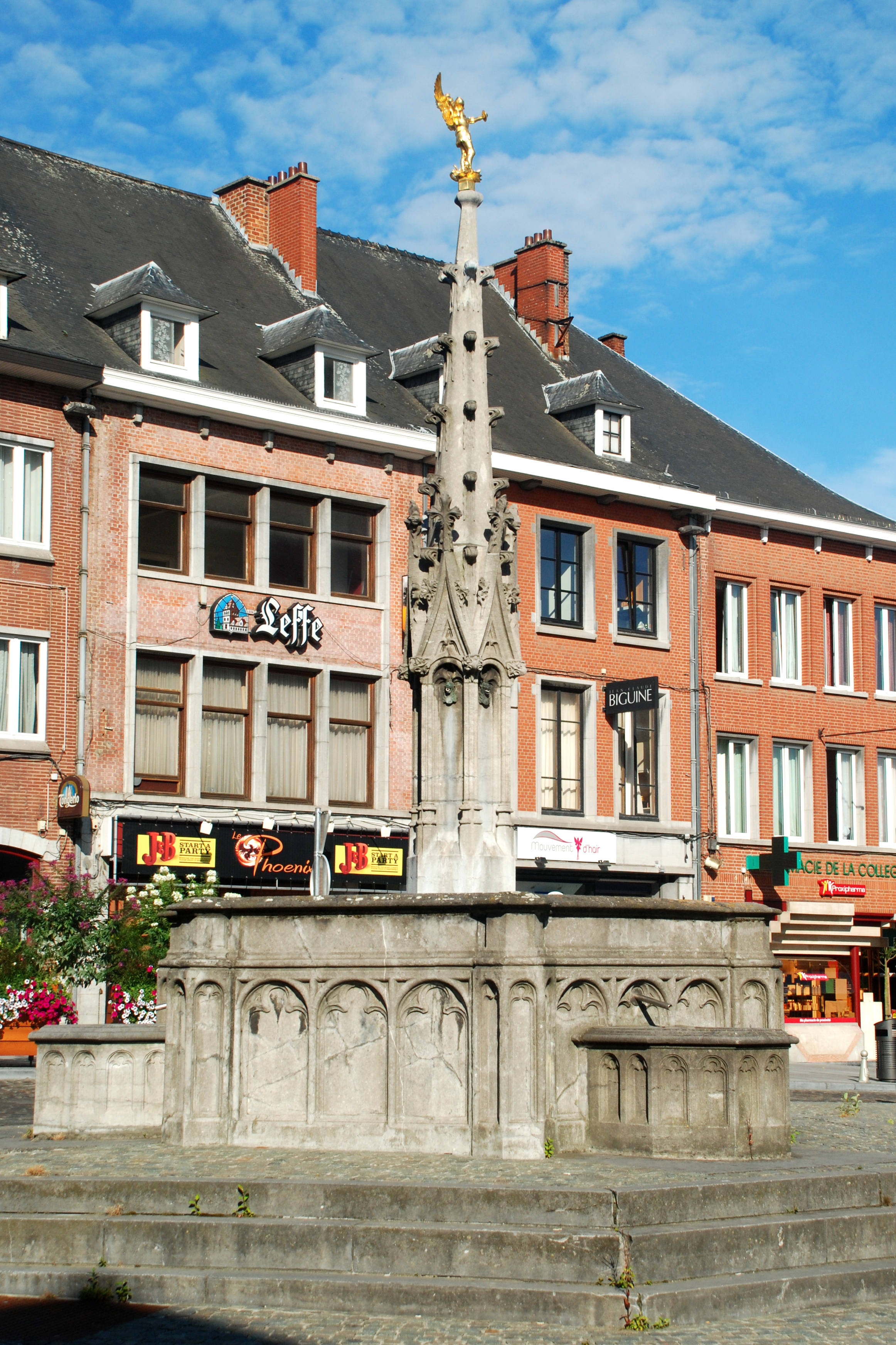
Fontaine-Perron in Nijvel

Het Fontaine-Perron, letterlijk fontein-perroen, staat op de Grote Markt van de stad Nijvel, in België (provincie Waals-Brabant). Het is in gotische stijl gebouwd.

## Historiek
Het perroen, zonder fontein, is het oudste stuk en een eerste versie werd opgericht in de 14e eeuw. Het symboliseerde de vrijheden (1328) die de stad Nijvel verworven had ten koste van de heersende abdis van de abdij van Nijvel. In 1523 liet abdis Adrienne de Mourbecq het perroen ombouwen tot een publieke fontein met een zeshoekig grondplan. In het midden verrees een zeshoekige zuil. Uit elk vlak van de zuil komt een leeuwenkop naar voren die water spuit, zodat er zes waterstralen zijn. Het bestuur van de Spaanse Nederlanden bracht een standbeeld van aartshertog Albrecht aan boven op de fontein.
Het bassin van de fontein werd een weinig herbouwd in de 19e eeuw. 
Het stadsbestuur verwijderde in 1922 het beeld van Albrecht en installeerde in de plaats een koperen beeld die de aartsengel Michaël voorstelt. Prins-regent Karel liet het monument klasseren als beschermd erfgoed van Wallonië (1949), omwille van “haar oudheidkundige, geschiedkundige en esthetische waarde”.
Dieven stalen het beeld van aartsengel Michaël in 2008 en 2009 doch het beeld werd telkens teruggevonden en herplaatst.